# Karlsruher SC II
El Karlsruher SC II es un equipo de fútbol de Alemania que juega en la Oberliga Baden-Württemberg, una de las ligas que conforman la quinta categoría de fútbol en el país.

## Historia
Fue fundado en el año 1961 en la localidad de Karlsruhe con el nombre Karlsruher SC Amateure, y funciona como el principal equipo filial del Karlsruher SC, por lo que no es elegible para jugar en la Bundesliga. El club cambió a su nombre actual en la temporada 2005.
El club hizo su primera aparición en 1961 en la liga amateur del norte de Baden, obteniendo buenos resultados hasta alcanzar la Verbandsliga Nordbaden en la temporada de 1977/78.
El club tuvo su mejor temporada en 1994 cuando logra el ascenso a la Regionalliga Süd, donde ha estado en algunas ocasiones, todas cuando la Regionalliga era la tercera categoría de Alemania, y también ha participado en 4 ocasiones en la Copa de Alemania, aunque no ha podido pasar de la primera ronda.

## Palmarés

### Liga
- Oberliga Baden-Württemberg (3): 1990, 1996, 2005
- Verbandsliga Nordbaden (IV-V) (3): 1983, 1989, 1994
- Amateurliga Nordbaden (III) (1): 1965

### Copa
- North Baden Cup (4): 1991, 1994, 1996, 2000